# Ceratoconus spannageli
Ceratoconus spannageli är en tvåvingeart som beskrevs av Borgmeier 1928. Ceratoconus spannageli ingår i släktet Ceratoconus och familjen puckelflugor. Inga underarter finns listade i Catalogue of Life.